# Haetera piera
Haetera piera är en fjärilsart som beskrevs av Carl von Linné 1758. Haetera piera ingår i släktet Haetera och familjen praktfjärilar. Inga underarter finns listade i Catalogue of Life.

## Bildgalleri

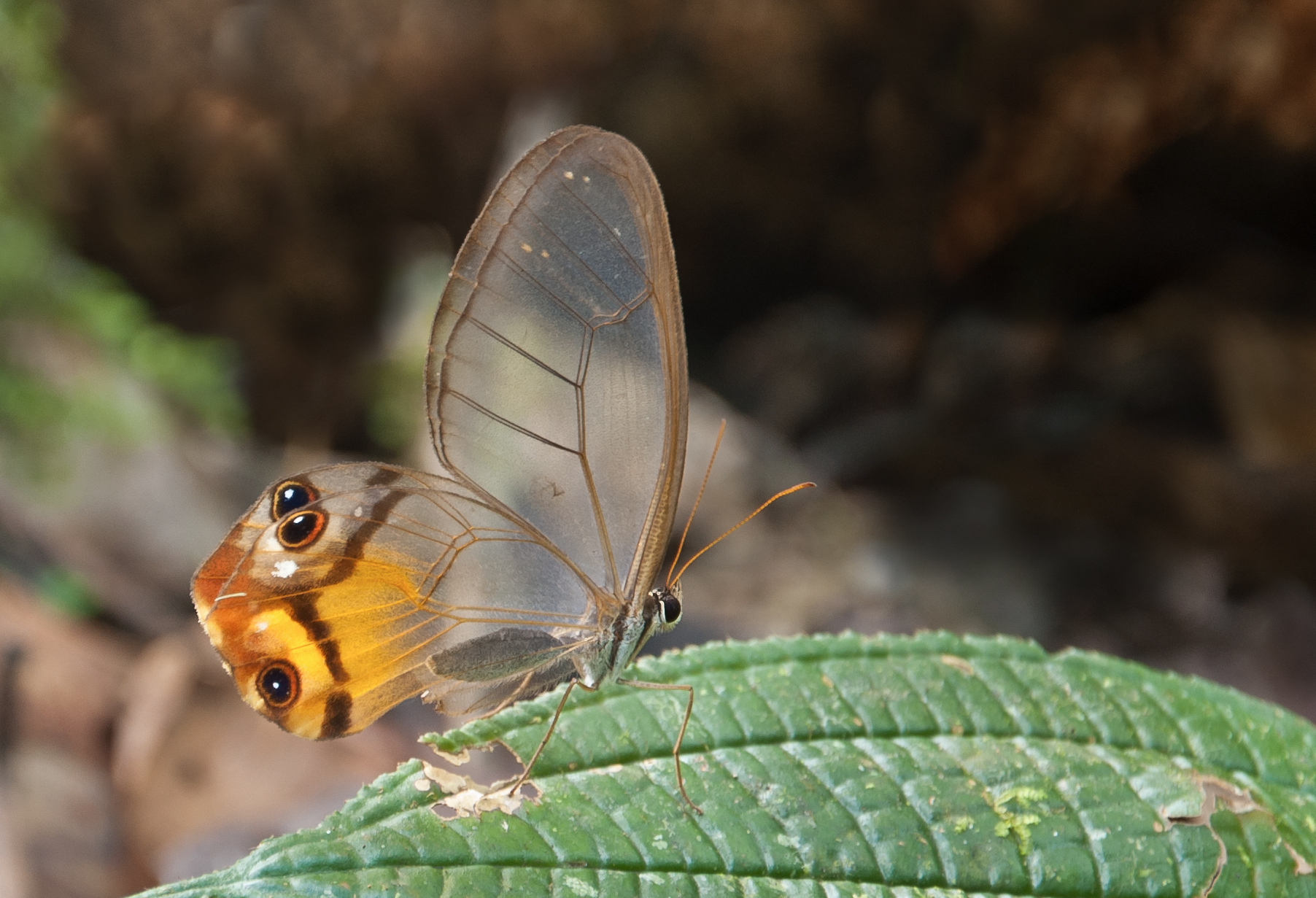